# Auguszta Amália bajor királyi hercegnő
Nem tévesztendő össze saját húgával, Amália Auguszta bajor királyi hercegnővel (1801–1877), I. János szász király feleségével.
Auguszta Amália Ludovika Georgina hercegnő Prinzessin Auguste Amalia Ludovika von Bayern (Strassburg, 1788. június 21. – München, 1851. május 13.), a Wittelsbach-ház birkenfeld–zweibrückeni ágából származó pfalz-zweibrückeni hercegnő, 1799-től választófejedelmi hercegnő, 1806-tól bajor királyi hercegnő, Miksa József pfalz-zweibrückeni herceg (a későbbi I. Miksa bajor király) legidősebb leánya. Eugène de Beauharnais francia herceg feleségeként Itália alkirálynéja, 1817-től leuchtenbergi hercegné (Herzogin von Leuchtenberg), és Eichstätt fejedelemasszonya (Fürstin zu Eichstätt). Gyermekeinek házassága révén több mai európai uralkodóház ősanyja.

## Élete

### Származása, testvérei

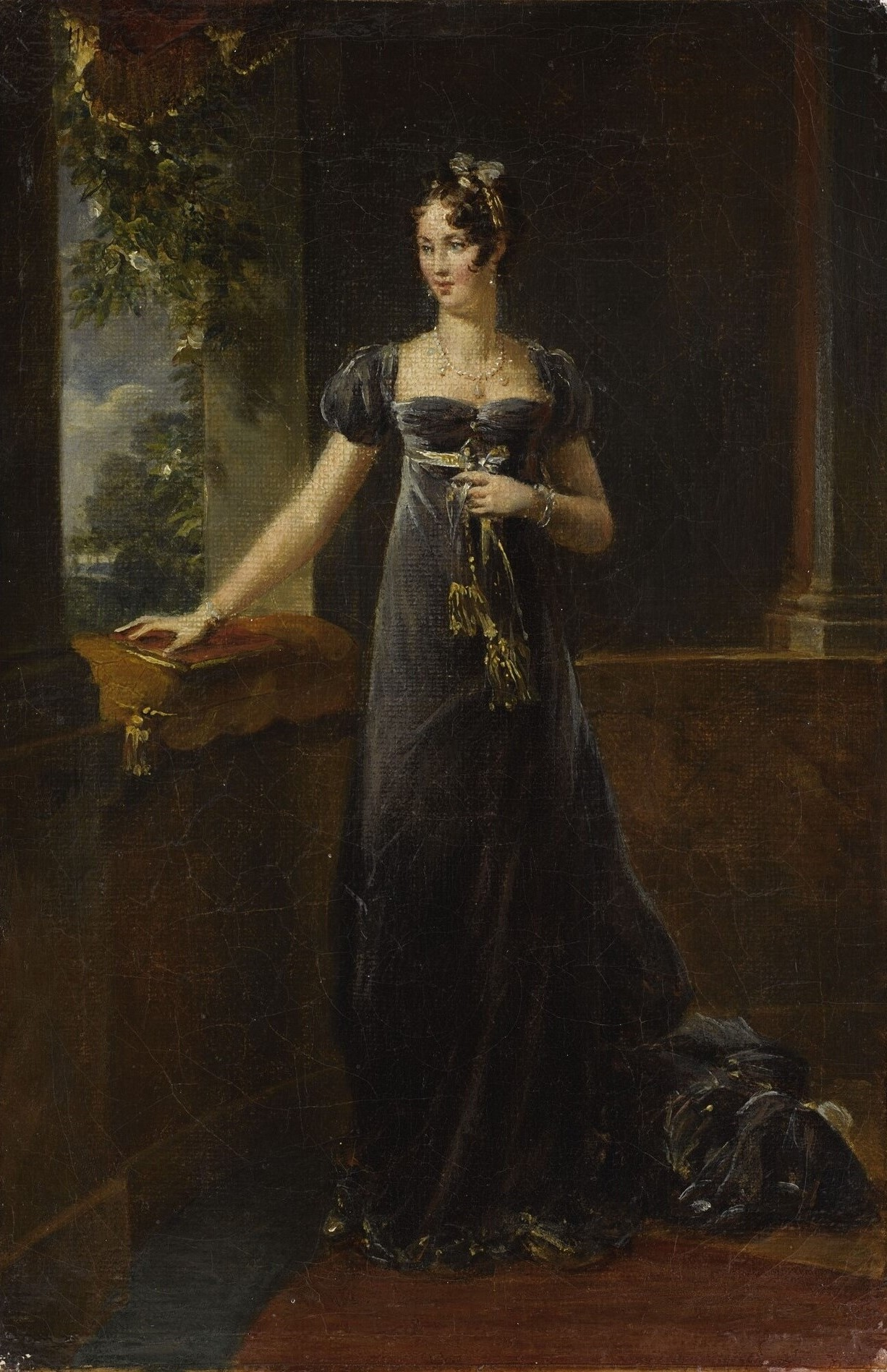
Auguszta Amália hercegnő (François Gérard festménye).

Auguszta Amália hercegnő édesapja a Wittelsbach-ház birkenfeld–zweibrückeni ágából származó Miksa József pfalz-zweibrückeni herceg (1756–1825) volt, Frigyes Mihály pfalz-zweibrückeni uralkodó herceg (1724–1767) és Maria Franziska Dorothea von Pfalz-Sulzbach hercegnő (1724–1794) második fia, 1799-től IV. Miksa József néven bajor választófejedelem, aki a napóleoni háborúk során a Rajnai Szövetség tagjaként szövetségre lépett Napóleon császárral, aki 1806-ban I. Miksa néven bajor királlyá emelte őt.
Édesanyja Auguszta Vilma Mária hessen–darmstadti hercegnő (1765–1796) volt, Miksa József első felesége, Georg Wilhelm von Hessen-Darmstadt herceg és Maria Luise Albertine von Leiningen-Dagsburg-Falkenburg hercegnő leánya.
Apjának első házasságából öt gyermekük született:
1. Lajos Károly Ágost herceg (1786–1868), a későbbi I. Lajos bajor király.
2. Auguszta Amália Ludovika Georgia hercegnő (1788–1851), Eugène de Beauharnais itáliai alkirály felesége, I. Oszkár svéd király anyósa.
3. Amália Mária Auguszta hercegnő (1790–1794).
4. Sarolta Auguszta Karolina hercegnő (1792–1873), akinek első férje I. Vilmos württembergi király, második férje I. Ferenc osztrák császár, magyar és cseh király volt.
5. Károly Tivadar Miksa herceg (1795-1875) tábornagy, aki a polgári Marie-Anne-Sophie Petin-nel (1796–1838) kötött rangon aluli házassága miatt elveszítette trónöröklési jogát.

Auguszta Amália hercegnő féltestvérei édesapjának második feleségétől, az evangélikus vallású Karolina Friderika Vilma badeni hercegnőtől (1776–1841):
1. Egy halva született fiú (*/† 1797)
2. Károly herceg (1800–1803), kisgyermekkorban meghalt.
3. Erzsébet Ludovika hercegnő (1801–1873), aki IV. Frigyes Vilmos porosz királyhoz ment férjhez.
4. Amália Auguszta hercegnő (1801–1877), I. János szász király felesége.
5. Zsófia Friderika Dorottya hercegnő, I. Ferenc József császár és I. Miksa mexikói császár édesanyja.
6. Mária Anna hercegnő (1805–1877) II. Frigyes Ágost szász király felesége.
7. Mária Ludovika Vilma hercegnő (1808–1892), Miksa József bajor herceg felesége, Erzsébet királyné édesanyja
8. Maximiliána Jozefa hercegnő (1810–1821), gyermekként meghalt.

Apja, Miksa József gróf 1789-ig, a francia forradalom kitöréséig a francia királyi hadsereg ezredese volt. A hadseregben kitörő lázadások miatt szüleinek menekülniük kellett, előbb Darmstadtba, majd Mannheimbe. Auguszta Amália hercegnő kisgyermekkorát a francia forradalmi haderő előli menekítés határozta meg. Apja (elhunyt bátyja után) 1795-ben megörökölte Pfalz-Zweibrücken hercegének címét, de országa teljes egészében francia megszállás alatt állt. Édesanyja, Auguszta Vilma Mária hessen–darmstadti hercegnő, akit utolsó gyermekének szülése és az utazások viszontagságai legyengítettek, 1796-ban egy Rajna menti kisvárosban elhunyt.
Apjának franciabarátságát az átélt nélkülözések sem rendítették meg. 1799-ben a Wittelsbach-ház Pfalz-Sulzbach ágának kihalásakor Bajorország választófejedelme lett, majd 1806-ban Napóleon csatlósaként I. Miksa néven Bajorország királyává koronázták.

### Házassága, gyermekei
Auguszta Amália hercegnő már jegyben járt Károly Lajos Frigyes herceggel, a Badeni Nagyhercegség trónörökösével (1786–1818). Napóleon császár azonban azt tervezte, hogy a hercegnő apját, Miksa választófejedelmet bajor királyi címmel ruházza fel. Cserébe azonban azt kívánta Miksától, hogy bontsa fel leányának, Auguszta Amáliának eljegyzését, mivel a császár a hercegnőt Eugène de Beauharnais herceghez, Itália francia alkirályához kívánta hozzáadni. Napóleon ősi európai dinasztiák tagjaival házasította össze saját családtagjait, hogy így szerezzen elismerést saját friss császárságának.
1805 karácsonyán Napóleon császár Schönbrunnból keltezett levélben megkérte a hercegnő kezét Eugène herceg számára. A választófejedelem hozzájárult leánya házasságához, ezt követően a császár 1806. január 1-jén megalakította a Bajor Királyságot, és a hercegnő apját I. Miksa néven bajor királlyá nyilvánította. Egy fennmaradt legenda szerint Napóleon a világszép bajor királyleány arcképét egy nymphenburgi porcelán vázára festette, és elküldte Eugène-nek azzal a határozott utasítással, hogy késedelem nélkül vegye feleségül a arckép modelljét.
1806. január 12-én a császár a fiává fogadta Eugène-t, bár születendő gyermekeit kizárta a francia császári trón örökléséből). Másnap, január 13-án Montgelas bajor miniszter és a császár küldöttei megkötötték a házassági szerződést. A polgári esküvőre még aznap sor került a müncheni Residenz Zöld Termében (Grüne Galerie). Másnap, január 14-én este 7 órakor az udvari kápolnában, szűkebb családi körben megtartották az egyházi szertartást is. A 17 éves Auguszta Amália bajor királyi hercegnő feleségül ment Eugène de Beauharnais (1781–1824) francia herceghez, Itália francia alkirályához, a jakobinusok által kivégeztetett Alexandre de Beauharnais vikomtnak (1760–1794) és Joséphine de Beauharnais-nak (1763–1814) fiához. Eugène herceg anyja még 1796-ban Napoléon Bonaparte tábornok felesége lett, 1806-ban már Jozefina néven a franciák császárnéja volt. Az esküvőn, amelyet Karl Theodor von Dalberg érsek, a Rajnai Szövetség jövendő hercegprímása celebrált, részt vett a császári pár is.
A házasság révén Auguszta Amália hercegné a francia császári család tagjává vált. A politikai érdekházasság boldog és tartós házassággá alakult. Hét gyermekük született, akik 1817 után a Leuchtenberg hercegei és hercegnői címet viselték.
- Joséphine Maximilienne Eugénie Napoléone (1807–1876), aki I. Oszkár svéd királyhoz, Bonaparte Napoléon régi szeretőjének, Désirée Clarynek fiához ment feleségül, Svédország és Norvégia királynéja lett.
- Eugénie Hortense (1808–1847), aki Konstantin von Hohenzollern-Hechingen herceg (1801–1869) felesége lett.
- Auguste Charles (1810–1835), Leuchtenberg II. hercege, aki II. Mária (da Glória) portugál királynőt (1819–1853) vette feleségül. 1831-ben jelölték Belgium királyi trónjára, de azt végül Szász-Coburg-Gothai Lipót herceg nyerte el.
- Amélie Auguste (1812–1873), aki I. Péter brazil császár második felesége lett.
- Théodelinde Louise (1814–1857), aki Wilhelm von Württemberg grófhoz, a későbbi urachi herceghez ment feleségül.
- Caroline Clotilde (*/† 1816), csecsemőkorban meghalt.
- Maximilien Joseph (1817–1852), Leuchtenberg III. hercege, aki Marija Nyikolajevna Romanova orosz nagyhercegnőt (1819–1876), I. Miklós orosz cár leányát vette feleségül, és az orosz cári család tagjaként Romanovszkij hercegi címet kapott.

Az ifjú pár a helyi lakosság ünneplése közepette utazott nászútjára Münchenből Velencén át Milánóba. 1806. február 16-án a császár Eugène herceg és Auguszta Amália hercegnő férfi leszármazottait jelölte ki az Itáliai Királyság örököseivé, arra az esetre, ha Napóleonnak nem születne saját fia. 1807. március 30-án a császár Eugène-t Velence hercegévé (Prince de Venise) emelte.
Auguszta Amália hercegné sorsát férjének pályája határozta meg. A napóleoni háborúk idején Eugène de Beauharnais sikeres hadjáratokat vezetett a császár oldalán, Franciaország marsalljává és Frankfurt hercegévé emelkedett. A császárság bukása az Itáliai Királyság sorsát is megpecsételte. 1814 áprilisában az alkirály feleségével és gyermekeivel együtt Milánóból Münchenbe menekült. 1815-ben a bécsi kongresszus minden rangjától megfosztotta Eugène-t. Kárpótlásul I. Miksa király 1817-ben vejét Leuchtenberg hercegévé emelte, és Eichstätt fejedelemség birtokába helyezte.
Auguszta Amália családjával nyaranta az ismaningi kastélyban lakott. Miksa király 1817-nek leányának családja részére Leo von Klenze udvari építésszel Münchenben megépíttette a Leuchtenberg hercegi palotát (Palais Leuchtenberg), ahová 1821 őszén költözhettek be. Legidősebb leánya, Joséphine hercegnő még apja életében, 1823. május 22-én feleségül ment Oszkár svéd trónörökös herceghez, a későbbi I. Oszkár királyhoz.

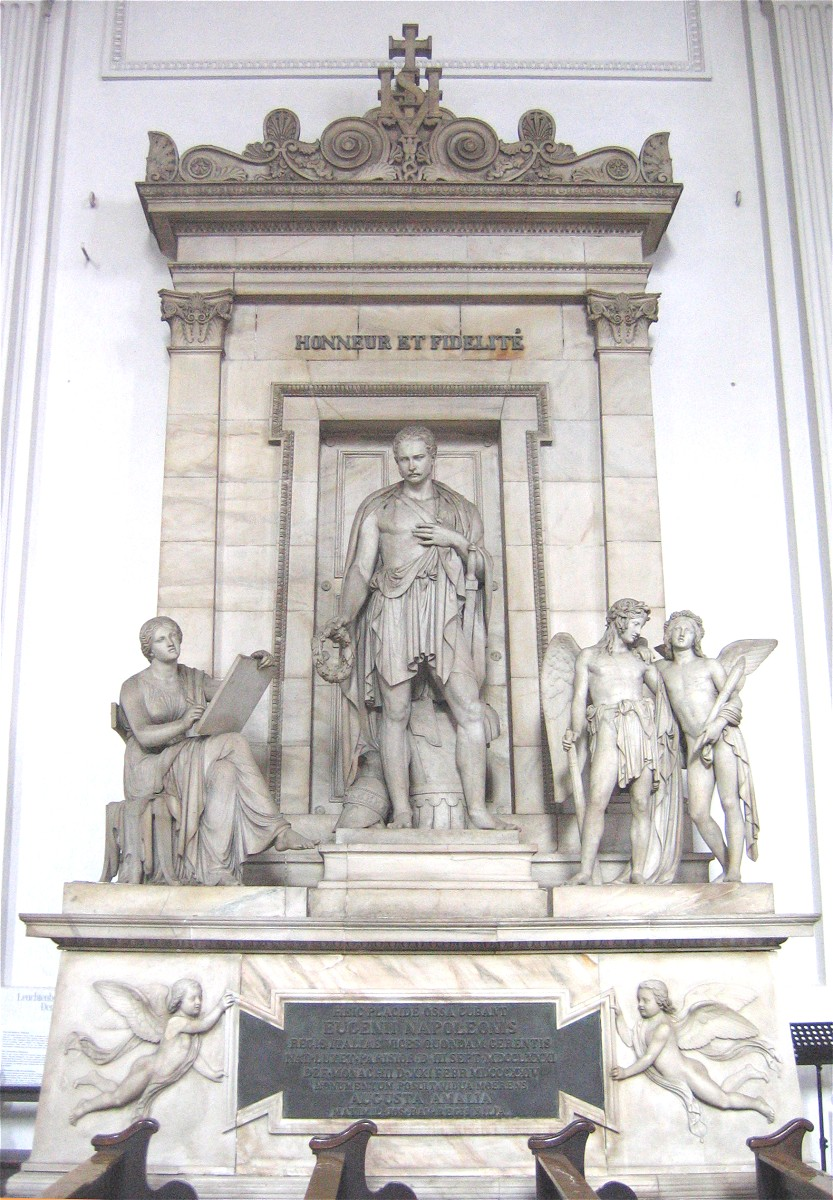
A házaspár síremléke a müncheni Szent Mihály-templomban

### Özvegységben
Férje, Eugène herceg 1824. február 21-én szélütés következtében elhunyt. A bajor király vejét az uralkodócsalád jelenlétében kísérték a müncheni Szent Mihály-templomba, a Wittelsbach-család kriptájába, ahová Auguszta Amália elhunyt kislányát, Caroline Clotilde-ot is temették.
Az özvegy hercegné ettől kezdtve az eichstätti uradalmat irányította. Fia, Auguste Charles, Leuchtenberg II. hercege 1834-ben a Bragança-házból való Mária portugál királyi hercegnőt, a későbbi királynőt vette feleségül. 1830-ban az özvegy díszes síremléket állított elhunyt urának (Bertel Thorvaldsen dán szobrász művét). Leánya, Amélie Auguste 1829-ben I. Péter brazil császár felesége lett. Többi gyermekét is előnyösen házasította ki, a frigyek révén Európa több újkori uralkodó családjának – így a ma is uralkodó norvég, svéd és dán királyi családoknak is – ősanyjává vált.
Auguszta Amália hercegné átvészelte az 1848-as bajor forradalmat is. 1851. május 13-án hunyt el Münchenben, 63 éves korában. Utolsó éveiben mellette volt leánya, Amélia Auguszta hercegnő (I. Péter brazil császár özvegye), és unokája, a gyenge egészségű Mária Amélia portugál hercegnő, aki 1853-ban maga is meghalt fiatalon. Auguszta Amália bajor királyi hercegnőt, Leuchtenberg hercegnét férje mellé temették, a müncheni Szent Mihály-templom Wittelsbach-kriptájába.